# Abd ar-Rahman Siwar az-Zahab
Abd ar-Rahman Siwar az-Zahab, arab. ‏عبد الرحمن سوار الذهب‎ (ur. 1934 w Al-Ubajjid, zm. 18 października 2018) – sudański wojskowy, prezydent Sudanu w latach 1985–1986.

## Życiorys
Wywodził się z arabskiej ludności Bakkara. Po wstąpieniu do służby wojskowej w 1954 kształcił się w Sudańskiej Akademii Wojskowej w Chartumie, a następnie w Egipcie, Jordanii i Wielkiej Brytanii. Miał stopień generała-pułkownika armii sudańskiej. W latach osiemdziesiątych został mianowany dowódcą armii sudańskiej i ministerstwa obrony. 6 kwietnia 1985 dokonał zamachu stanu i obalił prezydenta Dżafara Muhammada an-Numajriego. Utworzył Tymczasową Radę Wojskową i przejął funkcję szefa państwa, którą sprawował do rozwiązania Rady 6 maja 1986.